# 郑国霖
鄭國霖（1976年5月27日—），原名鄭瑞曉，曾用藝名鄭乙霖，上海人，中國實力派男演員、製片人。其銀幕形象儒雅俊秀，初出道便有「儒雅小生」之稱。他演技出眾，亦古亦今，詮釋角色的能力跨度極大，又因曾多次出演歷朝歷代著名皇帝，還有「皇帝專業戶」的外號。

## 經歷
小時候的鄭國霖非常喜歡文藝，去爸媽同事家，大家最喜歡看他表演節目。因興趣使然，便報考了上海銀都藝校，從上萬人中脫穎而出被錄取。1994年香港TVB無線電視藝員訓練班來內地招生，18歲的鄭國霖再次成功入選，成為上海選區僅有的四名學員之一，從此進入TVB無線電視開始兩年的表演訓練和粵語學習，並作為學員生出現在多部電視劇中，從香港開始了自己的演藝生涯。
1999年，鄭國霖出演伯樂張衛健主演的電視劇《少年英雄方世玉》胡惠乾一角受到矚目，2002年出演《絕世雙驕》中的小江一角嶄露頭角，至今仍為人津津樂道。2003年首次在《隋唐英雄傳》出演秦王李世民。2005年，2006年，2007年接連出演了《歡天喜地七仙女》中的董永，中韓合拍片《你是我的命》中的唐浩，央視大戲《君子好逑》中的鐵中玉，連續三部熱播劇男主角將鄭國霖推上一線小生位置。
2010年其主演的《五星紅旗迎風飄揚》獲得第28屆中國電視劇「飛天獎」一等獎，鄭國霖在劇中飾演兩彈元勛鄧稼先。2013年主演的《像火花像蝴蝶》獲第十屆電視製片業十佳頒獎禮「十佳優秀電視劇」獎，他飾演的大反派唐立平狠辣中帶著優雅，成為其演藝生涯中的又一突破。2014年出演金庸劇《神鵰俠侶》中的大俠郭靖一角倍受歡迎，被稱為「最美郭伯伯」。同年主演《隋唐英雄3、4》再次飾演唐太宗李世民，加上2017年在《熱血長安》中再次客串唐太宗，鄭國霖已經出演了四次李世民，完整地演繹了唐太宗的一生，成為家喻戶曉的「李世民代言人」。
2023年，鄭國霖有十一部主演和參演的電視劇、電影接連播出及上映，一年內貢獻了13個性格各異，穿越古今的角色，包括六位帝王和十一位父親。幾乎每個月一部新作，其中不乏大熱的《長相思》、《長月燼明》等主角的「爹爹」。其「劇拋臉」式變化多端的演技，與子女舐犢情深的父愛感染力，一再地俘獲新一代觀眾，被媒體稱為「共享爹爹」「皇帝專業戶」。

## 影視作品

### 電視劇
| 年份                            | 中文名稱                      | 角色                         | 備註 |
| 1995年 - 1997年 為TVB學員生時期 |                               |                              | |
| 1995年                          | 富士彩色人生顯真情            | 友人                         | 45分鐘特別劇集，日文名「金城武のカラーオブアモール」英文名「Fuji Colours of Amours 」，首播1995年6月1日 |
| 1995年                          | 忘情闊少爺                    | 康家賓客                     | 製作：1995年4月～7月，首播同年9月4日                                                                    |
| 1995年                          | 壹號皇庭IV                    | 法官助手/律師助手/程若暉助手 | 首播1995年9月11日                                                                                       |
| 1995年                          | 一切從失蹤開始                | 阿昌                         | 出場7集，首播1995年10月16日                                                                             |
| 1995年                          | 刑事偵緝檔案II                | 軍裝警察                     | 第16集、第30集出場                                                                                      |
| 1995年                          | 天降奇緣                      | 游客                         | |
| 1995年                          | 愛在暴風的日子                | 警員                         | 1998年首播                                                                                              |
| 1996年                          | 五個醒覺的少年                | 學生                         | |
| 1996年                          | 河東獅吼                      | 書生                         | 第14集                                                                                                  |
| 1996年                          | 天地男兒                      | 職員/行動組                  | |
| 1996年                          | 900重案追兇                   | 警察                         | |
| 1996年                          | 廉政行動組                    | ICAC調查員                   | |
| 1996年                          | 笑傲江湖                      | 泰山派弟子                   | 第35集                                                                                                  |
| 1996年                          | 緝私群英                      | 大傻手下                     | |
| 1996年                          | 十三密殺令                    | 學生                         | 第3集                                                                                                   |
| 1996年                          | 新上海灘                      | 天龍會成員                   | |
| 1996年                          | 廉政行動1996                  | 海關關員                     | |
| 1996年                          | O記實錄II                     | 攝影師                       | |
| 1996年                          | 地獄天使                      | 友人                         | 第18集                                                                                                  |
| 1997年                          | 濟公                          | 侍衛                         | |
| 1997年                          | 樂壇插班生                    | 志曳助手                     | |
| 1997年                          | 苗翠花                        | 公子                         | |
| 1997年                          | 英雄貴姓                      | 獵人                         | 第2集出場                                                                                               |
| 1997年                          | 圓月彎刀                      | 點蒼派弟子                   | 出場7集                                                                                                 |
| 1997年                          | 大鬧廣昌隆                    | 學生                         | |
| 1997年                          | 刑事偵緝檔案III               | 北京警察朱謹                 | 北京狂情（第1－5集），演員表誤作「柴軍」。以普通話演出                                                  |
| 1998年                          | 絕地蒼狼                      | 陳玉鏘                       | |
| 1998年                          | 新少林五祖                    | 皇帝                         | |
| 1998年                          | 將軍阿福                      | 陸明                         | 又名：《小兵阿福》                                                                                      |
| 1998年                          | 水滸外傳                      | 高衙內                       | |
| 1999年                          | 陳夢吉傳奇                    | 劉華東                       | 又名：《天王狀師》                                                                                      |
| 1999年                          | 白手風雲                      | 周槐                         | 2004年內地播出                                                                                          |
| 1999年                          | 少年英雄方世玉                | 胡惠                         | 台灣飛騰                                                                                                |
| 2000年                          | 鹿鼎記                        | 鄭克塽                       | 又名：《小寶與康熙》 香港TVB、台灣華視、東森                                                            |
| 2000年                          | 少年英雄洪文定                | 凌格風                       | 《少年英雄方世玉》姊妹篇，台灣飛騰                                                                      |
| 2000年                          | 義蓋雲天                      | 陳阿九                       | |
| 2000年                          | 奇人奇案                      | 樂賓                         | |
| 2001年                          | 敗家仔                        | 方天大                       | 又名：《方謬神探》                                                                                      |
| 2001年                          | 錦繡前程                      | 胡堅                         | |
| 2001年                          | 還我激情                      | 安橋                         | 又名：《青春萬歲》                                                                                      |
| 2002年                          | 風雲黃浦江                    | 陳子良                       | 又名：《第一殺手王亞樵》                                                                                |
| 2002年                          | 绝世雙驕                      | 小江                         | 台灣華視                                                                                                |
| 2003年                          | 飛刀又見飛刀                  | 張震                         | 楊佩佩工作室，台灣中視                                                                                  |
| 2003年                          | 夢工廠                        | 馬导                         | |
| 2003年                          | 極度危機                      | 方子俊                       | |
| 2003年                          | 隋唐英雄傳                    | 秦王李世民                   | |
| 2004年                          | 風雲Ⅱ                         | 懷滅                         | 楊佩佩工作室，台灣中視                                                                                  |
| 2004年                          | 終極解密                      | 麥大為                       | |
| 2004年                          | 中華英雄                      | 鬼僕                         | 楊佩佩工作室                                                                                            |
| 2005年                          | 觀世音之魚籃觀音              | 李高才                       | 客串 |
| 2005年                          | 劍行天下之大漢英雄            | 漢武帝劉徹                   | |
| 2005年                          | 歡天喜地七仙女                | 董永                         | 男主角                                                                                                  |
| 2006年                          | 吳越錢王                      | 吳越皇帝錢俶                 | 客串 |
| 2006年                          | 你是我的命                    | 唐浩                         | 男主角，中韓合拍，CCTV 又名：《命运的春天》《淚灑天國》                                                 |
| 2007年                          | 君子好逑                      | 鐵中玉                       | 男主角，CCTV                                                                                            |
| 2007年                          | 家                            | 高覺民                       | 主演，慈文影視                                                                                          |
| 2008年                          | 冷槍                          | 吳鏡飛                       | |
| 2008年                          | 無間有愛                      | 江口和也                     | 慈文影視                                                                                                |
| 2009年                          | 鎖清秋                        | 江少遊                       | 于正工作室                                                                                              |
| 2009年                          | 賢妻良母                      | 阿姜                         | 客串，于正工作室                                                                                        |
| 2009年                          | 紅七軍                        | 李明瑞                       | CCTV |
| 2010年                          | 天涯織女                      | 方寶                         | 又名：《衣被天下》，唐人影視                                                                            |
| 2010年                          | 水木清华                      | 周詒春                       | CCTV |
| 2011年                          | 五星紅旗迎風飄揚              | 邓稼先                       | CCTV |
| 2011年                          | 唐宮美人天下                  | 唐高宗李治                   | 主演，于正工作室                                                                                        |
| 2012年                          | 飄搖人生                      | 李建龍                       | 男主角，北京鑫灌木影視公司                                                                              |
| 2012年                          | 文家的秘密                    | 文紹傑                       | 主演，上海藝甲天趣                                                                                      |
| 2013年                          | 像火花像蝴蝶                  | 唐立平                       | 主演，于正工作室                                                                                        |
| 2013年                          | 孤膽英雄                      | 林峯/高明                    | 男主角，長城影視                                                                                        |
| 2014年                          | 隋唐英雄3、4                  | 唐太宗李世民                 | 主演，長城影視                                                                                          |
| 2014年                          | 宫鎖連城                      | 良工                         | 客串，于正工作室                                                                                        |
| 2014年                          | 末代皇帝傳奇                  | 清德宗光绪帝                 | 客串，長城影視                                                                                          |
| 2014年                          | 神鵰俠侶                      | 郭靖                         | 主演，于正工作室                                                                                        |
| 2015年                          | 紅色追剿1949                  | 康銘                         | 男主角，長城影視                                                                                        |
| 2015年                          | 我有一個夢                    | 葉大林                       | 主演，長城影視                                                                                          |
| 2015年                          | 四手妙弹                      | 張武                         | 2011年拍摄，第五单元《墨惊痕》主人公，北京響巢國際傳媒                                                  |
| 2015年                          | 當人心遇上仁心                | 季得生/孫小虎                | 又名：《香木虎》，男主角，東陽雙華嘉辰影視                                                              |
| 2015年                          | 婚姻攻防戰之愛要付出          | 牛啟明                       | 主演，長城影視                                                                                          |
| 2016年                          | 老九門                        | 舅老爺                       | 客串，慈文傳媒                                                                                          |
| 2016年                          | 誅仙青雲志1、2                | 宋大仁                       | 歡瑞世紀影視                                                                                            |
| 2016年                          | 家國恩仇記                    | 馬皓天                       | 主演，長城影視                                                                                          |
| 2016年                          | 美人为餡                      | 蘇瑞城                       | 客串，歡娛影視（前身為于正工作室，下同）                                                                |
| 2017年                          | 熱血長安                      | 唐太宗李世民                 | 客串，優酷                                                                                              |
| 2017年                          | 花飛花謝花滿天                | 皇帝                         | 北京東方飛雲國際影視                                                                                    |
| 2018年                          | 桃花依舊笑春風                | 賀江山                       | 主演，北京時代光影                                                                                      |
| 2020年                          | 女世子                        | 大陳皇帝陳承澜               | 特別出演，極光TV，企鵝影視                                                                              |
| 2020年                          | 今夕何夕                      | 胤靈帝                       | 企鵝影視、海棠果影業                                                                                    |
| 2020年                          | 替嫁醫女                      | 陳帝陳頊                     | 友情出演                                                                                                |
| 2020年                          | 群英會                        | 清德宗光绪帝                 | 演出片段取自《末代皇帝傳奇》，2020年播出                                                                |
| 2021年                          | 玉昭令1                       | 商父                         | 客串 |
| 2021年                          | 絕密使命                      | 大表哥                       | CCTV |
| 2022年                          | 與君初相識                    | 寧若初                       | 客串，夢見森林工作室，優酷                                                                              |
| 2022年                          | 傳家                          | 汪劍池                       | 主演，歡娛影視，優酷                                                                                    |
| 2023年                          | 重紫                          | 卓耀                         | 劇浪影視，企鵝影視                                                                                      |
| 2023年                          | 長月燼明                      | 衢玄子                       | 量子泛娱，獺獺文化，優酷                                                                                |
| 2023年                          | 菊花醉 （页面存档备份，存于） | 胡少英                       | 男主角，張紀中作品，2011年拍攝                                                                          |
| 2023年                          | 正好遇見你                    | 清世宗雍正帝                 | 友情主演，歡娛影視，愛奇藝                                                                              |
| 2023年                          | 親愛的天狐大人                | 祁連                         | 芒果TV，絲芭影視                                                                                        |
| 2023年                          | 長相思1                       | 皓翎王少昊                   | 企鵝影視，星蓮影視                                                                                      |
| 2023年                          | 七時吉祥                      | 宋勤文/楊宗主/摩羅王         | 特別出演，愛奇藝，恆星引力                                                                              |
| 2023年                          | 灼灼風流                      | 南宸皇帝劉俱                 | 友情出演，企鵝影視，龍果文化                                                                            |
| 2023年                          | 山有木兮木有心                | 北戎王慕容圖南               | 特別出演，北京東方飛雲國際影視，優酷，騰訊視頻                                                          |
| 2023年                          | 神隱                          | 孔雀王華默                   | 西嘻影業，鑫宝源，銀河酷娱傳媒，騰訊視頻，芒果TV                                                        |
| 2024年                          | 永安夢                        | 前世皇帝                     | 客串，企鵝影視，北京思憶文化，天芃工作室                                                                |
| 2024年                          | 火柴小姐和美味先生            | 陳雲發                       | 客串，2016年拍攝，印紀影視娛樂傳媒有限公司、唐德影視、劇角映畫、Z视介                                   |
| 2024年                          | 長相思2                       | 皓翎王少昊                   | 企鵝影視，星蓮影視                                                                                      |
| 2025年                          | 念无雙                        | 百里相                       | 主演，愛奇藝，隨客，奇異果TV                                                                            |
| 2025年                          | 蛮好的人生                    | 魏東（阿東）                 | 客串，尚世影業、優酷                                                                                    |
| 2025年                          | 無盡的盡頭                    | 萬學明                       | 特別出演，騰訊視頻                                                                                      |
| 2025年                          | 書卷一夢                      | 千羽王                       | 特別出演，2024年拍摄，檸萌影視、愛奇藝                                                                  |
| 2025年                          | 錦月如歌                      | 承平帝                       | 2023年拍攝，騰訊視頻，竟禾傳媒                                                                          |
| 待播                            | 朝歌                          | 姬昌                         | 2017年拍攝，歡娛影視                                                                                    |
| 待播                            | 皓衣行                        | 姜曦                         | 2020年拍攝，企鵝影視，獺獺文化                                                                          |
| 待播                            | 山河枕                        | 寧國公                       | 2024年拍摄，光線傳媒、騰訊視頻                                                                          |
| 待播                            | 兄友妹恭                      | 鍾林                         | 2024年拍摄，騰訊視頻                                                                                    |

### 電影
| 年份                            | 中文名稱         | 角色                | 備註                                                        |
| 1995年 - 1996年 為TVB學員生時期 |                  |                     |                                                             |
| 1995年                          | 功夫特警         | 局長手下            | 無線自製電視電影，下同                                      |
| 1995年                          | 倒數七日情       | 游客                |                                                             |
| 1995年                          | 殺手風雷         | 畫像情侶            |                                                             |
| 1996年                          | 失鎗48小時       | 酒吧客人            |                                                             |
| 1996年                          | 出更二人組       | 保安                |                                                             |
| 2009年                          | 虎毒             | 交警                | 客串                                                        |
| 2009年                          | 武動青春         | 大師兄火龍          | 客串                                                        |
| 2010年                          | 十二情感         | 楊光                | 男主角，電視電影                                            |
| 2014年                          | 緣來是遊戲       | 莫財                |                                                             |
| 2014年                          | 迫在眉睫2        | 接線員              | 客串，公益微電影                                            |
| 2017年                          | 我是誰的寶貝     | 趙毅                | 男主角，流浪狗主題公益電影 入圍第二屆加拿大金楓葉國際電影節 |
| 2018年                          | 禦天神帝1、2     | 劉元昌              | 特別出演                                                    |
| 2019年                          | 降龍覺醒         | 仙靈鎮保長/恨天魔王 | 特別出演                                                    |
| 2020年                          | 包青天之诡墓空棺 | 包拯                | 男主角                                                      |
| 2021年                          | 冰火風           | 雪尊                |                                                             |
| 2021年                          | 神龜島           | 筱童尊者            |                                                             |
| 2023年                          | 青春如棋         | 王楚漢              | 男主角，2018年拍攝。                                        |

### 製作人
| 年份   | 中文名稱       | 角色     | 備註   |
| 2017年 | 心跳主播迷魂劫 | 網路電影 | 製作人 |